# 韓州
韓州（かんしゅう）は、中国にかつて存在した州。
596年（開皇16年）、隋代により潞州より分割設置された。605年（大業元年）に廃止となり管轄県は潞州に統合された。
『隋書』地理志には北周により設置されたと記載される。また『元和郡県志』の襄垣県条にも577年（建徳6年）の設置と記録される。しかし『太平寰宇記』では建徳6年設置以外に、開皇16年の設置が記述されており、また楡社県にも同様の記載があることから開皇16年設置説を採用する。

## 下部行政区画
- 襄垣県
- 渉県
- 楡社県